# Operations Research
Unter Operations Research (US-englisch) oder Operational Research (GB-englisch), kurz OR, im Deutschen selten auch Operationsforschung, Unternehmensplanung oder Optimierungsrechnung, wird allgemein die Entwicklung und der Einsatz quantitativer Modelle und Methoden zur Entscheidungsunterstützung verstanden. Operations Research ist geprägt durch die Zusammenarbeit von Angewandter Mathematik (insbesondere Mathematische Optimierung), Wirtschaftswissenschaften und Informatik.

## Geschichte
Der Begriff Operational Research stammt ursprünglich aus dem Militärwesen. Er wurde 1937 für eine Gruppe von Wissenschaftlern verwendet, die den optimalen Aufbau eines Radarüberwachungssystems für die britischen Streitkräfte erforschen sollte. 1940 verfügte das britische Luftfahrtministerium über eine eigene Gruppe für Operational Research. Die Gruppe der sogenannten Blacketts Circus unterstützte das RAF Fighter Command und die Luftabwehrverbände während der Luftschlacht um England. Die britische Armee und die Royal Navy gründeten im gleichen Jahr entsprechende Gruppen. Federführend war dabei der spätere Nobelpreisträger Patrick Blackett. Auch weitere englischsprachige Wissenschaftler wie John Kendrew und Conrad Waddington dienten in den Stellen. Weitere Fragestellungen der im Zweiten Weltkrieg in England, den USA, hier Operations Research genannt, und der Sowjetunion gegründeten Arbeitsgruppen waren unter anderem die optimale Menge von Schiffen und Begleitschutz für Schiffskonvois oder eine optimale Breite von Bombenteppichen in Bezug auf Genauigkeit und Streubreite. Nach dem Krieg wendeten sich die Mitarbeiter ökonomischen Bereichen zu, mit der Aufgabenstellung, ein gewünschtes Ergebnis mit geringsten Kosten zu erreichen, bzw. der dualen Aufgabenstellung, mit gegebenen Mitteln das bestmögliche Ergebnis zu erzielen (ökonomisches Prinzip).
Für Operations Research, in Großbritannien traditionell Operational Research genannt, konnte sich allgemeingültig kein einzelner deutscher Begriff durchsetzen. Verwendet wurden und werden am häufigsten der Begriff Unternehmensforschung sowie dann auch Operationsforschung oder mathematische Planungsrechnung. In den späten 1960ern und frühen 1970ern wurde erfolglos versucht, den Begriff Ablauf- und Planungsforschung in der deutschen Sprache zu etablieren, so erschien von 1959 bis 1971 die wissenschaftliche Zeitschrift Ablauf- und Planungsforschung.
In der DDR wurde Operations Research Operationsforschung oder Unternehmensforschung genannt und später zur Marxistisch-Leninistischen Organisationswissenschaft ausgebaut. Nach dem VIII. Parteitag der SED wurde dieser Ansatz aber ab 1972 nicht weiter verfolgt. Erst in den 1980er Jahren entwickelte sich wieder die sogenannte Produktions-Transport-Optimierung. Im Jahre 1968 wurde Hannelore Fischer zur ersten weiblichen Professorin für das Fachgebiet Operations Research in der DDR ernannt.
Operations Research findet heute sowohl in den Ingenieurwissenschaften, in der Wirtschaftsinformatik als auch in den Wirtschaftswissenschaften Anwendung. Weiterhin gibt es Verbindungen zur Spieltheorie.
Die Fachgesellschaften sind die deutsche Gesellschaft für Operations Research, die Österreichische Gesellschaft für Operations Research (ÖGOR) und die Schweizerische Vereinigung für Operations Research (SVOR). Dachgesellschaften sind die europäischen Dachorganisation für OR, die Association of European Operational Research Societies (EURO), und der internationale Verband The International Federation of Operational Research Societies (IFORS). Für die Institutionalisierung von Operations Research war die Gründung der (IFORS) im Jahre 1960 von entscheidender Bedeutung, die in Österreich, der Schweiz und in Deutschland zur Gründung von nationalen OR Gesellschaften anregte. Die IFORS führte seit 1957 im Drei-Jahres-Rhythmus wichtige internationale Konferenzen durch.

## Teilgebiete
Wichtigstes Teilgebiet von Operations Research ist die mathematische Optimierung, insb. die gemischt-ganzzahlige Optimierung bzw. als wichtiger Spezialfall die lineare ganzzahlige Optimierung (Diskrete Mathematik). Die mathematische Entscheidungsvorbereitung erfordert Kenntnisse in den Bereichen Matrizenrechnung, Vektoranalysis, Stochastik und Graphentheorie. Die eigentliche Problematik liegt jedoch in der Modellbildung eines realen Problems in ein mathematisches Modell, welches Optimierungsmodell genannt wird. Viele praktische Probleme von Operations Research werden heute mit entsprechenden Softwareprodukten gelöst. Je nach Sichtweise und Aufgabenstellung wird Operations Research in verschiedenen Teilgebieten betrachtet:
- Lineare Optimierung
- Quadratische Optimierung
- Gemischt-ganzzahlige Optimierung
- Ganzzahlige lineare Optimierung und Kombinatorische Optimierung
- Nichtlineare Optimierung
- Kontrolltheorie
- Heuristisches Verfahren
- Entscheidungstheorie
- Spieltheorie
- Graphentheorie
- Netzplantechnik
- Dynamische Programmierung
- Simulation
- Warteschlangentheorie

## Bekannte Probleme
Einige bekannte Probleme aus dem Bereich Operations Research sind:
- Briefträgerproblem (Chinese postman problem)
- Problem des Handlungsreisenden
- Rucksackproblem
- Vier-Farben-Satz
- Pack- und Zuschnittsprobleme
- Reihenfolgeproblem, etwa bei der Maschinenbelegung

Diese können oftmals als Wegeprobleme mit Hilfe von Verfahren aus der Graphentheorie modelliert werden. Auch wenn einige dieser Probleme praktische Anwendungen besitzen, sind beispielsweise Transportprobleme und Umladeprobleme in der Praxis von höherer Bedeutung. Seit den 1990er Jahren wurde Operations Research kritisch gesehen und die Lehrstühle für Operations Research zunehmend in Wirtschaftsinformatik und Logistik umgewandelt. An Kritik wurde vorgebracht, dass Operations Research zu einseitig mathematisch orientiert sei und zu wenig Computeranwendungen erforscht habe. Auch wurden die Modelle als unterkomplex kritisiert.

## Software

### Frei verfügbareOR software
- COIN-OR
- GNU Linear Programming Kit
- MatCont
- Google OR Tools

### FreieOR software services(SaaS)
- NEOS Server for Optimization.
- Optimizationservices.org